# 國際自然保護聯盟
國際自然與自然資源保護聯盟（英語：International Union for Conservation of Nature and Natural Resources），通稱為國際自然保護聯盟（英語：International Union for Conservation of Nature，縮寫為IUCN；又譯國際自然保育聯盟）是世界上規模最大、歷史最悠久且最具影響力的全球性非營利自然生態保護機構，也是唯一在联合国大会擁有永久观察员席位的環保组织。1948年10月在法国枫丹白露成立，總部設於瑞士格朗。全稱原為國際自然保護聯盟（International Union for the Protection of Nature），1956年更為現名；1990年至2008年間，又稱世界自然保護聯盟（World Conservation Union）。
國際自然保護聯盟致力於尋找當前迫切的環境與發展問題的實用解決方式，是政府和非政府機構都能參與的少數幾個國際組織之一，而作為其下級分支的各专家委员会则接受個人志願者加入。現有來自160多個國家的200多個政府机构会员，以及1000多个非政府机构会员，在全球50多个国家和地区拥有约1000名全职员工，並有超过16000名学者自願加入专家委员会工作。國際自然保護聯盟負責協調管理全球範圍內政府、非政府組織、聯合國機構、公司與地方社群之間的各項合作計劃，共同推行政策、法規和最佳的實際行動。
國際自然保護聯盟的願景是展望“一个珍视和保护自然的公平世界”，任務是“影響、鼓勵和支持社會在世界範圍內保持自然生物多樣性的完整，保證自然資源利用方式的公正和生態上的可持續性”。自1963年至今，國際自然保護聯盟以編制並發布《瀕危物種紅色名錄》而聞名，該名錄採用嚴格的標準，對全球上萬種野生動植物的生存現狀進行評估，不定期更新評估結果，被認為是關於世界野生動植物保護狀況最全面的報告，也是對瀕危物種制定保護方針、採取保護行動的權威指南，為各國政府及非政府機構、相關組織等提供了極有價值的參考信息，是政府出台物種保護政策、確立物種保護級別的重要依據。

## 歷史
第一任聯合國教科文組織總幹事朱利安·赫胥黎希望為國際自然保育提供一個更學術的平臺，於是發起一個大會，創辦了這一新的環境機構來實現這一目的。
國際自然保育聯盟第一屆大會于1948年10月5日在法國楓丹白露舉行，共有來自18個政府、7個國際組織和107家地方性保育組織的代表參加了會議，會議決定共同簽署“建制條案（constitutive act）”，創立本組織。聯盟建立后，其首要戰略以及機構宗旨便是拓展和推動于世界高速的發展相匹配的、互惠的自然保护管理安排，同時幫助居民和國家更好的保護動植物資源。

## 使命
國際自然保護聯盟旨在影響、鼓勵及協助全球各地的社會，保護自然的完整性與多樣性，並確保在使用自然資源上的公平性，及生態上的可持续发展。聯盟及下屬的所有機構都致力於滿足并解決各國、各群體和居民的需求，并將其作為聯盟的首要行動準則。如此一來才能更好地使國家、群體和居民肩負起對未來長期性自然保護目標的責任。
|           | 受保護的區域和瀕危物種唯有在當地居民意識到牠們與自身利益密切相關時，才會得到最有效的保護。與當地居民合作而非對抗是 國際自然保護聯盟的主要行動準則之一。 |
| ——Page 61 | |

國際自然保護聯盟的世界自然保育戰略正是基於這樣的理念而頒布的，戰略清晰地表達了聯盟希望與其他合作者開展對話，與之一道更加高效地推動自然保護事業。這一戰略廣受好評，並且幫助聯盟獲得了許多捐贈者，這些捐贈者深知不能單靠一己之力如此有效地與發展中國家展開對話。此外，即使是聯合國機構或世界銀行也未必能有效參與此類溝通。

## 组织结构

### 世界自然保护大会
世界自然保护大会（World Conservation Congress）是國際自然保護聯盟的最高管理机构，每四年召开一次。大会的管理由理事会指导秘书处、专门委员会和团体会员工作。

### 秘書處

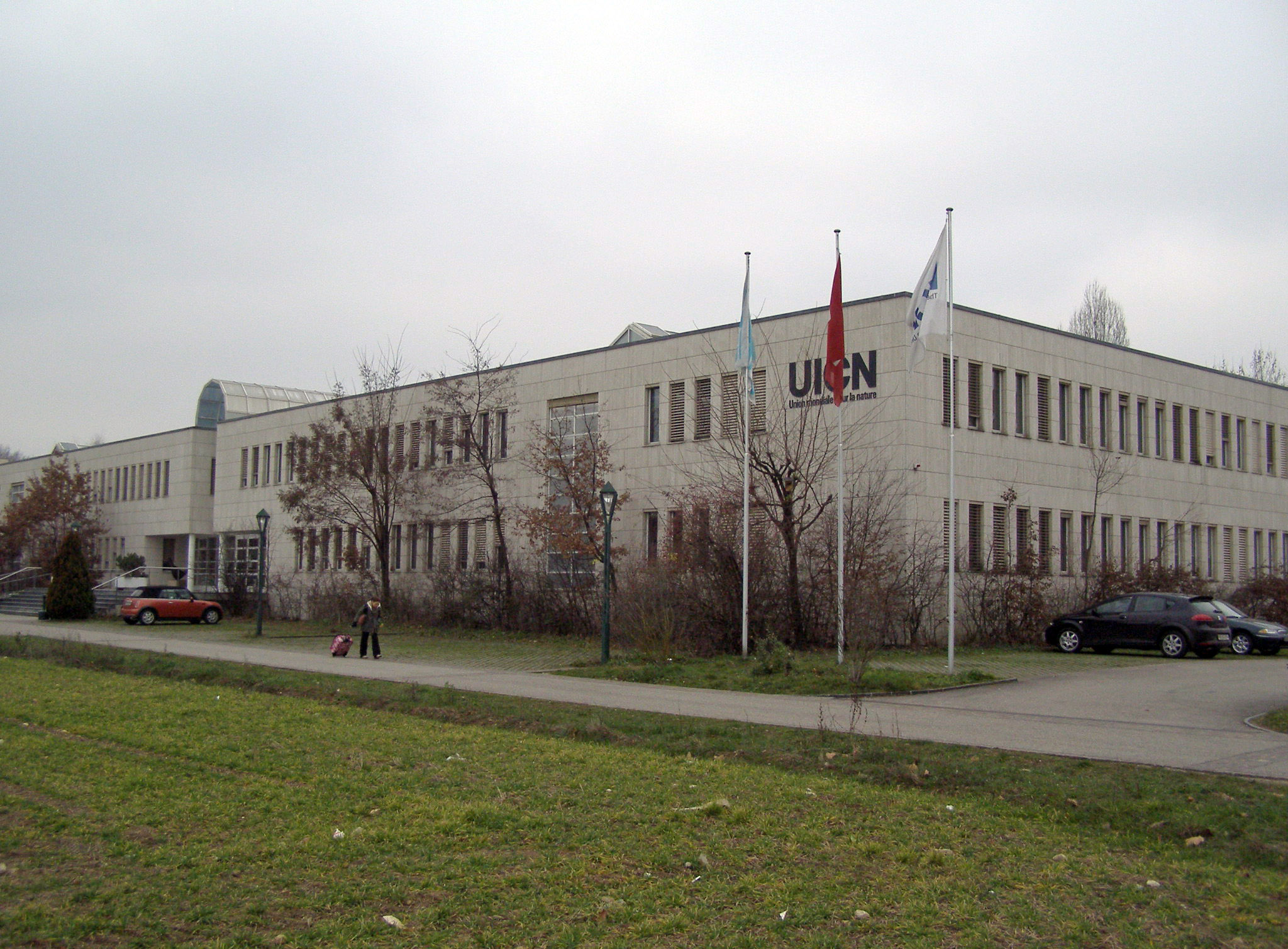
國際自然保護聯盟總部位於瑞士格朗

國際自然保護聯盟秘書處設於瑞士格朗總部，由來自60多個國家的1000多名工作人員在此共事，由秘書長採取分散式領導。管理工作由主席所領導的議會負責。

### 會員
國際自然保護聯盟聯合各國家及非政府組織，在世界保護大會上共同制定聯盟政策，批准工作項目，以及選舉聯盟理事會（相當於公司架構中的董事會）。
為加強會員之間的合作、協調聯盟各機構工作、推動會員參與計畫及使聯盟管理順利，同一國家、區域或局部地區內的聯盟會員可組織委員會。此類國家或區域委員會之提案必須符合聯盟規章。

### 委員會
國際自然保護聯盟有6個委員會，由大約1萬名來自不同領域的義務專家組成，負責評估世界自然資源，在聯盟制定保育措施時提供諮詢服務，6個委員會包括：
- 物種存續委員會（IUCN Species Survival Commission）：為聯盟在物種保育工作中的技術顧問，推行受滅絕威脅的物種的保育工作，並負責制定《瀕危物種紅色名錄》。截至2010年5月，該會在全球範圍內共有700名會員，並有7500名以上物種和生物多樣性領域專家，在主席西蒙·斯圖爾特的帶領下開展各項工作。[4]
- 世界保護區委員會（World Commission on Protected Areas）：致力於推動全球範圍內個受保護的陸地和海域建立行之有效的管理方案。截至2010年5月，共有來自140個國家地區的1,400名會員，主席為尼基塔·羅伯克恩。[5]
- 環境法律委員會（Commission on Environmental Law）：負責發展新的法律概念及機制，推行環境法，並加強國家行使環境法的能力。截至2010年5月，共有800名會員，主席為謝拉·阿比達·扎瓦拉。[5]
- 教育及宣導委員會（Commission on Education and Communication）：透過策略性地宣導及教育，教育相關利益擁有人能可持續性地使用自然資源。截至2010年5月，共有超過700名會員，主席為凱斯·維勒。[5]
- 環境經濟社會政策委員會（Commission on Environmental, Economic and Social Policy, ）：負責為維持生物多樣性及保育工作，就在經濟及社會因素問題提供專業知識及政策建議。截至2010年5月，共有超過1,000名會員，主席為阿羅哈·帕瑞克·米德。[5]
- 生態系統管理委員會（Commission on Ecosystem Management）：負責在管理自然或經改動的生態系列上提供專業的指導。截至2010年5月，共有超過400名會員，主席為皮耶德·維特。[5]

## 保育名錄
國際自然保護聯盟物種存續委員會及幾個物種評估機構合作編製《瀕危物種紅色名錄》，每年評估數以千計物种的絕種風險，將物種編入9個不同的保護級別：
- 滅絕
- 野外滅絕（EW）
- 極危
- 瀕危
- 易危
- 近危
- 無危
- 數據缺乏（DD）
- 未予評估（NE）

國際自然保護聯盟擁有世界上最具綜合性的權威出版物、報告、指南及資料庫，為保育和可持续发展等領域提供支持，每年出版或發布超过150本書籍和評估報告，以及数百份其他报告、文件和指南。

## 延伸阅读
- 环境组织名录
- 自然保護組織名錄（英语：List of nature conservation organizations）

## 外部連結
- 官方网站
- 國際自然保護聯盟及聯合國環境署世界保護區資料庫 （页面存档备份，存于）
- 國際自然保護聯盟瀕危物種紅色名錄
- 國際自然保護聯盟生態系統紅色名錄 （页面存档备份，存于）
- 國際自然保護聯盟出版物 （页面存档备份，存于）